# Edgar Page
Edgar Wells Page (ur. 31 grudnia 1884 w Penn House, zm. 12 maja 1956 w Park Dale) – angielski hokeista na trawie, a także krykiecista. Złoty medalista olimpijski z Londynu (1908).
Edgar Page był wszechstronnym sportowcem. W latach 1905–1927, grał w krykietowym klubie Staffordshire County Cricket Club, z którym osiągnął kilka sukcesów na szczeblu lokalnym (był praworęcznym zawodnikiem). Grywał on także w piłkę nożną w klubie Old Reptonians.
Największe sukcesy odnosił jednak w hokeju na trawie. Grał w takich klubach jak Wolverhampton H.C., Penn Fields H.C., czy Northampton H.C. Na igrzyska olimpijskie został powołany jako zawodnik klubu Staffordshire H.C.
Page wystąpił we wszystkich trzech meczach (grał na środku boiska); w meczu pierwszej rundy, który został rozegrany 29 października 1908, reprezentacja Anglii pokonała Francję 10–1. Następnego dnia, Anglia pokonała w półfinale Szkocję 6–1. W meczu o złoto (który odbył się 31 października), angielska drużyna pokonała ekipę z Irlandii 8–1, a tym samym razem z kolegami z drużyny, zdobył złoty medal olimpijski (medale zdobyły wszystkie cztery drużyny z Wielkiej Brytanii (Anglia, Irlandia, Szkocja i Walia), jednak wszystkie przypisywane są Zjednoczonemu Królestwu). Page nie strzelił na turnieju żadnego gola.
Rozegrał dla reprezentacji Anglii 15 spotkań (1907-1920). Walczył w I wojnie światowej; otrzymał Military Cross (pol. Krzyż Wojskowy) za „dzielność w czasie aktywnych operacji prowadzonych przeciw wrogowi”. Z zawodu był dyplomowanym księgowym.